# (469219) Kamoʻoalewa
(469219) Kamoʻoalewa（仮符号: 2016 HO3）は、2016年に発見されたアポロ群に属する小惑星である。地球から見ると月のように周囲を公転しているように見える準衛星の一つである。

## 特徴
Kamoʻoalewaは2016年4月27日にパンスターズ計画の望遠鏡「PS1」で発見された。地球の準衛星になっているので軌道長半径、公転周期はほぼ地球と同じ値になっている。現時点では最も地球に近づいても1,400万 km離れており、これまで知られている地球の準衛星の中では最も安定しているとされている。半年の間は地球よりも太陽に近く、残りの半年間は地球よりも太陽から遠い軌道を公転する。その軌道面は地球の公転面に対して約7.7度傾いており、Kamoʻoalewaは1年周期で、地球の公転面に対して上下に動いているように見える。
大きさは現在知られている地球の準衛星の中では最も小さく、40 mから100 mの間と考えられているが、別の分光学的な研究では26 mから115 mの間という値も導き出されている。スペクトル分類はS型と仮定されている。
中国国家航天局（CNSA）は、探査機を用いてKamoʻoalewaの表面の物質を採取して地球へのサンプルリターンを目指す天問2号計画を進めており、探査機の打ち上げは2025年頃に行われる予定である。

## 名称
「2016 HO3」という名称は発見直後に付与された仮符号である。地球から見ると2016 HO3が振動しているような軌跡を描くことから、2019年4月6日に発表された小惑星センターの回報「MPC 112435」で、ハワイ語で「振動する天体」を指す言葉に因んでKamoʻoalewaと命名された。一般的なカタカナ表記は「カモオアレワ」であるが、発音に近づけると「カモ・オーレヴァ」と表記できる。この名称はハワイ島にあるイミロア天文学センターから提案された。